# Distretto di Mid-Ulster
Il distretto di Mid-Ulster è uno dei distretti dell'Irlanda del Nord, nel Regno Unito. È stato creato nell'ambito della riforma amministrativa entrata in vigore nell'aprile del 2015 unendo i territori dei distretti di Magherafelt, Cookstown e Dungannon e South Tyrone.